# 第69回日本選手権競輪
第69回日本選手権競輪（だい69かい にほんせんしゅけんけいりん）は、2016年3月8日から13日まで、名古屋競輪場にて開催された、競輪のGI競走である。優勝賞金6500万円（副賞含む）。
日本選手権競輪（ダービー）は2016年度から5月（GW）開催となるため、3月開催としては最後の大会となった。

## 決勝戦

### 成績
- 3月13日（日） 16:30 第11レース[2][3]
- 誘導員…島野浩司（愛知）

| 着順 | 車番 | 選手     | 登録地 | 級班 | 着差    | 決まり手 | 上がり(秒) | H/B | 特記 |
| ---- | ---- | -------- | ------ | ---- | ------- | -------- | ---------- | --- | ---- |
| 1    | 2    | 村上義弘 | 京都   | SS   |         | 差し     | 12.0       |     |      |
| 2    | 8    | 川村晃司 | 京都   | S1   | 1/2車身 | 捲くり   | 12.2       | B   |      |
| 3    | 3    | 新田祐大 | 福島   | SS   | 1/8車輪 |          | 12.0       |     |      |
| 4    | 5    | 岩津裕介 | 岡山   | S1   | 1/4車輪 |          | 11.9       |     |      |
| 5    | 6    | 野田源一 | 福岡   | S1   | 1/4車輪 |          | 11.8       |     |      |
| 6    | 1    | 金子貴志 | 愛知   | S1   | 1車身   |          | 12.0       |     |      |
| 7    | 7    | 深谷知広 | 愛知   | S1   | 7車身   |          | 12.9       |     |      |
| 8    | 9    | 竹内雄作 | 岐阜   | S1   | 3/4車身 |          | 12.4       |     |      |
| 9    | 4    | 三谷竜生 | 奈良   | S1   | 大差    |          | 14.4       | H   |      |

### 配当金額
| 枠番二連勝 | 複式   | 2=6   | 1,340円  |
| 枠番二連勝 | 単式   | 2-6   | 2,880円  |
| 車番二連勝 | 複式   | 2=8   | 1,950円  |
| 車番二連勝 | 単式   | 2-8   | 3,530円  |
| 三連勝     | 複式   | 2=3=8 | 1,810円  |
| 三連勝     | 単式   | 2-8-3 | 11,170円 |
| ワイド     | ワイド | 2=8   | 860円    |
| ワイド     | ワイド | 2=3   | 380円    |
| ワイド     | ワイド | 3=8   | 760円    |

### レース概要
三谷主導権の一本棒で打鐘を通過。7番手の竹内が2センターから巻き返すと、最終ホームで三谷の番手から、川村が早くも発進。竹内に代わって深谷が2コーナーから自力に転じ、これに併せてバックから新田が3番手位置からの捲りを打つ。新田をブロックし、空いたインを突いて来た岩津も制した村上が、ゴール前で川村を捉えて京都勢のワンツー決着。自身ダービー4度目の優勝を飾った。立て直して外を踏んだ新田は3着で、ダービー連覇はならず。

## 特記事項
- 名古屋競輪場での日本選手権競輪開催は、2014年の第67回大会以来2年ぶり4回目[5]。

- 名古屋競輪場では、年度が変わって6月にもGI開催（第67回高松宮記念杯競輪）が行われた。

- 大会応援キャラクターは、名古屋・大須のアイドルグループのOS☆U[6]。

- 大会のキャッチフレーズは「王者はダレだ!?」。名古屋競輪場マスコットのモチーフにもなっているコアラを先頭に、カンガルー、ライオン、チンパンジー、ホッキョクグマ[要出典]、シマウマ、ゾウ、カバ、キリンの哺乳類9頭が、レーサー[注 2]にまたがって競走している写実的なポスターが作成された[7][8]。

- 地上波の決勝戦中継は「坂上忍の勝たせてあげたいTV 日本選手権競輪GⅠ」《日本テレビ系列全国ネット》[9][10]。

- また、BS日テレで放送されていた『S級探偵団』が今回を以て終了したため、翌年度以降の特別競輪は決勝戦以外の地上波・BS中継が消滅した。

- 六日間の総売上は127億3912万2000円。前年比98.1％となったが、目標額（127億円）をぎりぎりクリアした[11]。

### 競走データ
- 1月15日には、「最後の3月開催」となる本大会を記念し、名古屋FIの最終日第10レースとして「Kドリームス杯 ダービーファイナリストカップ」が実施された。過去にダービー決勝進出経験のあるA級1･2班の現役7選手による企画レースで、車券発売もされた[12][13]（結果は太田真一が勝利[14][15]）。

- 東日本大震災から丸5年後となる3月11日金曜日（開催4日目）、第8レース後[16]、バンクでは日本競輪選手会愛知支部プレゼンツの復興チャリティーイベント「KEIRINレジェンドエキシビション」が実施された（MCはしたらじゅん子・実況は磯一郎）[17][18]。引退した名選手7人の入場後、発生時刻14時46分に会場中で1分間の黙祷をし、選手紹介（挨拶）を経てレース（4周競走、車券発売は無し）が始まった[19]。先頭誘導員は現役選手の一丸安貴愛知支部長[20][注 3]。メンバーは車番順に、山口幸二（47）、吉岡稔真（45）、中野浩一（60）、山田裕仁（47）、佐々木昭彦（56）、久保千代志（63）、本田晴美（52）で、ユニフォーム（勝負服）は特注で1984年以前の配色[22]。吉岡－中野－佐々木、本田－久保、山田－山口で周回。最終2角で5番手から踏み出した最年少の吉岡（後ろの中野は離れた）が4角で捲りきり、そのまま1着。先行した山田（3着）をゴール前で僅かに交わした山口が、2着となった[23]。

- 結局、グランドスラムに近い山崎芳仁は二次予選で敗退。

- 決勝メンバー中、三谷竜生は今回がビッグレース初優出となった[15]。また、競輪学校100期以降の男子でもビッグレース初優出となった。

- 優勝した村上義弘は、その前の第64回大会（2011年）・第67回大会（2014年）から続けての名古屋ダービー3連覇となった。さらに第66回大会（2013年・立川）でも優勝しているため、吉岡稔真（引退）と並ぶダービー史上最多の4度目Vを達成。また、鈴木誠（千葉）が保持していた大会最年長優勝記録を更新もした[24]（のち第78回で平原康多が更新）。